# Alexander Choupenitch
Alexander Choupenitch (Brno, 2 maggio 1994) è uno schermidore ceco, specializzato nel fioretto.

## Palmarès
- Giochi olimpici

Tokyo 2020: bronzo nel fioretto individuale.
- Europei

Novi Sad 2018: bronzo nel fioretto individuale.
Basilea 2024: bronzo nel fioretto individuale.